# Karcag
Karcag – miasto we wschodnich Węgrzech, w komitacie Jász-Nagykun-Szolnok, na Wielkiej Nizinie Węgierskiej, przy linii kolejowej Budapeszt-Debreczyn. Liczy obecnie (2005) 22 300 mieszkańców.

## Gospodarka
W mieście rozwinął się przemysł spożywczy, szklarski, drzewny, elektromaszynowy oraz odzieżowy.

## Historia
Okolice miasta były od XIII wieku zamieszkane przez lud pochodzenia tatarskiego – Połowców, do dziś w Karcagu spotkać można potomków azjatyckich przybyszy.

## Miasta partnerskie
- Krosno Odrzańskie
- Moldava nad Bodvou
- Stara Moravica
- Longueau
- Merke
- Schwarzheide
- Cristuru Secuiesc